# 枫香溪镇
枫香溪镇，是中华人民共和国贵州省铜仁市德江县下辖的一个乡镇级行政单位。

## 行政区划
枫香溪镇下辖以下地区：
袁场社区、新坪村、保安村、细沙村、庄严村、水吞牛村、寨上村、兴界村、坪湾村、双坝村、上坝村、新联村、长征村、龙坝村、龙泉村、思毛坝村、枫溪村、软坳村、枫铺村和洞湾村。

## 中国传统村落
2013年8月，枫香溪村被评为第二批中国传统村落。